# Mylène Mackay
Pour les articles homonymes, voir MacKay.
Mylène Mackay, née le 7 juillet 1987 à Saint-Didace, est une actrice québécoise.

## Biographie

### Famille et formation
Mylène Mackay est la fille de parents horticulteurs, Yves Gagnon et Diane Mackay, exploitant Les jardins du Grand-Portage,, originaires de Saint-Didace dans la région de Lanaudière au Québec. Elle grandit avec sa sœur et son frère dans un environnement rural, au sein d'une famille faisant la promotion de l'agriculture biologique et ouvrant les portes de leur exploitation aux visiteurs, découvrant à l'occasion de ces visites, qu'elle anime, son goût pour la « scène » au sens large.
Mylène Mackay décide de faire des études secondaires de théâtre à l'École Saint-Louis (actuelle École Robert-Gravel) de Montréal puis est diplômée de l'École nationale de théâtre du Canada en 2011,.

### Carrière professionnelle
En 2014, elle joue en duo la pièce Elles XXx – consacrée aux questions féministes actuelles par une approche humoristique, chorégraphique et multimédia – qu'elle a créée avec Marie-Pier Labrecque et le vidéaste Thomas Payette dans une mise en scène de Pierre Bernard au théâtre La Chapelle à Montréal,,. Elle forme alors avec Marie-Pier Labrecque la compagnie Bye Bye Princesse.
Mylène Mackay est nommée pour un prix Écrans canadiens comme meilleure actrice de soutien pour son jeu dans Endorphine (2015). En 2016, elle joue le rôle principal de Nelly Arcan (et les quatre déclinaisons de personnages associées,) dans le film Nelly d'Anne Émond, pour lequel elle a été particulièrement remarquée par la presse et la profession,,,. Elle est nommée l'une des Étoiles montantes du Festival international du film de Toronto en 2016, aux côtés de Grace Glowicki, Jared Abrahamson et Sophie Nélisse. En 2017, elle remporte le prix Iris de la meilleure actrice pour Nelly, Marc-André Lussier de La Presse la considérant comme faisant partie d'une « relève de la garde » des acteurs et des actrices québécoises.
À partir de 2017, elle participe à plusieurs séries télévisées québécoises dans des rôles principaux. En 2018, elle commence une carrière à l'international en jouant dans le film français Pauvre Georges ! (2018) de Claire Devers.
Elle signe dans le livre collectif 15 brefs essais sur l’amour sous le titre Mon cœur accroché sur vos murs en carton un manifeste contre les amours toxiques. Dans ce récit, Mylène Mackay explore les déceptions amoureuses en révélant une sensibilité à fleur de peau et des pointes d'humour bien senties. Sa langue saisissante est le fruit d’un esprit très inventif. Avec des illustrations de Geneviève Boivin-Roussy.

### Engagements
Par ailleurs, Mylène Mackay est politiquement engagée dans les mouvements féministes et est notamment proche des Femen et de sa cheffe de file québécoise Xenia Chernyshova depuis 2013,.

## Filmographie

### Cinéma
- 2012 : L'Empire Bo$$é de Claude Desrosiers : journaliste au poste de police
- 2015 : Endorphine d'André Turpin : Simone à 25 ans
- 2016 : Embrasse-moi comme tu m'aimes d'André Forcier : Marguerite St-Germain
- 2016 : Nelly d'Anne Émond : Nelly Arcan (Marilyn, Nelly, Cynthia et Amy)
- 2017 : Le Trip à trois de Nicolas Monette : Delphine
- 2018 : Genèse de Philippe Lesage : Mme Sinclair
- 2018 : Wolfe de Francis Bordeleau : Nadia
- 2018 : La Bolduc de François Bouvier : Thérèse Casgrain
- 2018 : Pauvre Georges ! de Claire Devers : Mathilde Galluccio
- 2019 : Les Fleurs oubliées d'André Forcier : Marcelle Gauvreau
- 2019 : La Femme de mon frère de Monia Chokri : Émilie
- 2020 : Mafia Inc. de Podz : Sofie Gamache
- 2021 : The Seacrets de Philippe Azoulay : la sœur
- 2021 : Sam de Yan England : Judith
- 2021 : Brain Freeze de Julien Knafo : la marche à suivre
- 2024 : Dis-moi pourquoi ces choses sont si belles de Lyne Charlebois : Marcelle Gauvreau
- 2024 : Ababouiné d'André Forcier : Rose Saint-Amour

### Télévision
- 2012 : Le Judas (websérie) de Ziad Touma
- 2014-2019 : Unité 9 (3 épisodes : 3.3, 3.5 et 7.14) : Me Pénélope Jalbert
- 2014-2017 : Les Beaux Malaises (2 épisodes : 1.3 et 4.1) : étudiante
- 2017 : Faits divers (saison 1) de Joanne Arseneau et réalisée par Stéphane Lapointe : Marlène Charbonneau
- 2017-2019 : Victor Lessard (saisons 1 à 3) de Martin Michaud réalisée par François Gingras et Patrice Sauvé : Virginie Tousignant
- 2017-2019 : L'Âge adulte (saisons 1 à 3) de Guillaume Lambert réalisée par François Jaros et Guillaume Lonergan : Amélie Babineaux-Sansfaçon
- 2019-2021 : Les Honorables (saisons 1 et 2) de Jacques Diamant : Alicia Dessureaux
- 2019-2021 : Le 422 (saisons 1 et 2) de Benoit Lach : Holka
- 2020-2021 : Escouade 99 (saisons 1 et 2) réalisée par Patrick Huard : Fanny Lizotte, alias Amy
- 2020 : Amours d'occasion de et réalisée par Eva Kabuya : Florence
- 2021 : Sans rendez-vous de Marie-Andrée Labbé : Maude
- 2024 : La Médiatrice d'Isabelle Garneau : Catherine

### Doublage
Longs métrages d'animation
- 2016 : Zootopie : Judy Hopps
- 2017 : La Belle et la Bête : Belle
- 2017 : Mon petit poney, le film : Fluttershy
- 2017 : Lego Batman, le film : Phyllis
- 2018 : Ralph brise l'Internet : Belle
- 2020 : Sonic le hérisson : Grand-Bec
- 2022 : Sonic le hérisson 2 : Grand-Bec
- 2022 : DC Krypto Super-Chien : PB

Longs métrages
- 2017 : The Edge of Seventeen : Nadine (Hailee Steinfeld)
- 2022 : Mort sur le Nil : Louise Bourget (Rose Leslie)

### Scénariste
- 2021 : Je te vois me regarder coécrit avec Victoria Diamond[19]

## Théâtre
- 2014 : Elles XXx, compagnie Bye Bye Princess, mise en scène Pierre Bernard, chorégraphie de Manon Oligny, théâtre La Chapelle[5]
- 2015 : Je te vois me regarder, compagnie Bye Bye Princess, théâtre La Chapelle
- 2023 : Trace d'étoiles, mise en scène Pierre Bernard, Théâtre du Rideau Vert

## Distinctions
- Festival du film francophone d'Angoulême 2024 : Valois de la meilleure actrice pour Dis-moi pourquoi ces choses sont si belles
- 2021 : Gala des Gémeaux - Meilleur premier rôle féminin, série dramatique pour PATRICK SÉNÉCAL PRÉSENTE[20]
- 2020 : Gala des Gémeaux - Meilleure interprétation féminine pour une émission ou série produite pour les médias numériques dramatique pour le rôle d’Amélie Babineaux-Sansfaçon dans ‘‘L’âge adulte’’
- 2019 : Gala des Gémeaux - Meilleur rôle de soutien féminin, série dramatique pour le rôle de Josiane dans “Mensonges”
- 2019 : Gala des Gémeaux - Meilleur rôle de soutien féminin, série dramatique pour le rôle de Alicia dans “Les Honorables”
- 2018 : Gala des Gémeaux - Meilleur rôle de soutien féminin, série dramatique pour le rôle de Marlène Charbonneau dans “Faits divers”
- 2017 : Festival international du film de Toronto TIFF - Nommée du TIFF comme le Rising Star
- 2017 : Gala des Gémeaux - Meilleure interprétation féminine pour une série produite pour les médias numériques fiction pour le rôle de Amélie dans “L’âge adulte”
- 2017 : Gala Diamant de Birks - Femmes de l’année en cinéma pour le rôle d’écrivaine Nelly Arcand dans “Nelly”
- 2017 : Gala Québec Cinéma - Meilleure interprétation, premier rôle féminin pour le rôle de Nelly Arcand dans “Nelly”
- 2016 : Prix Geneviève Bujold et Roy Dupuis - Prix de l’espoir du cinéma québécois
- 2016 : Prix Écrans canadiens - Interprétation féminine dans un rôle de soutien pour le rôle de Simone dans “Endorphine”
- 2015 : Gala Les Olivier - Capsule, sketch ou série humoristique dans un nouveau média pour le rôle de Clothilde Alberts dans “Avoir l’air de”
- 2013 : Gala des Gémeaux - Meilleure interprétation pour une série originale, nouveaux médias pour le rôle de Marilou dans “Le Judas”
- 2005 : Festival du théâtre amateur de Montréal - Prix de la Jeune Relève

## Publications
- Marie-Pier Labrecque, Mylène Mackay et Thomas Payette, « Pourquoi les femmes n’ont-elles pas leur place au théâtre ? », Jeu, vol. 3, no 156,‎ 2015, p. 36–40 (lire en ligne [PDF]).
- Mylène Mackay, Somme toute - 2023, 80 pages, 15 brefs essais sur l’amour - Mon cœur accroché sur vos murs en carton,  (ISBN 9782897944186)[21]